# Tricerma obovatum
Tricerma obovatum là một loài thực vật có hoa trong họ Dây gối. Loài này được (Hook. f.) Lundell miêu tả khoa học đầu tiên năm 1971.